# Argo Navis

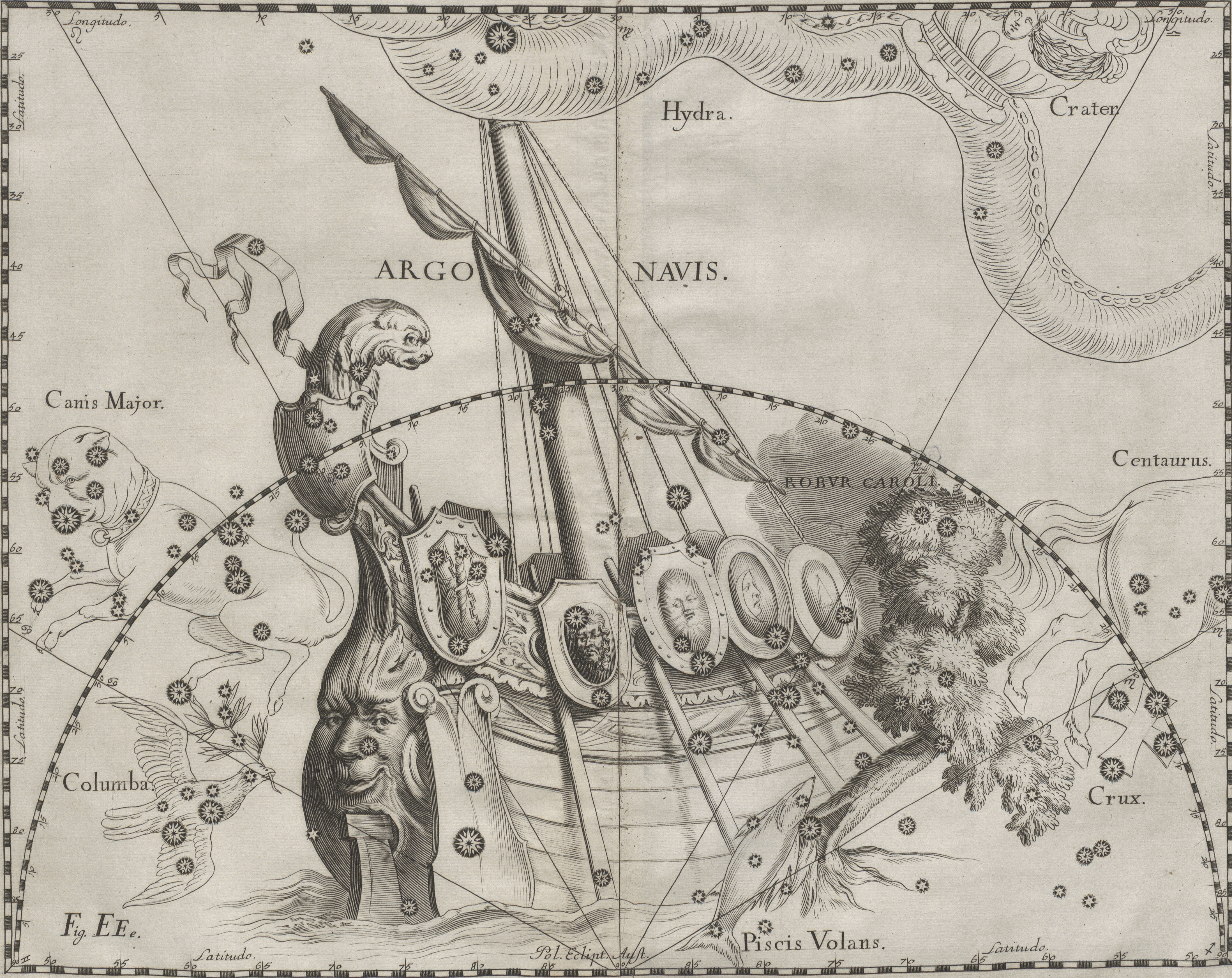
Dibujo de Argo Navis por Johannes Hevelius.

Argo Navis o la Nave Argo fue (y, en cierto sentido, sigue siendo) una extensa constelación en el hemisferio sur celeste que representaba el navío Argo, en que viajaron Jasón y los argonautas de la mitología griega en busca del vellocino de oro. Esta es la única constelación descrita por Claudio Ptolomeo que no se reconoce en la actualidad. Por su gran tamaño (unos 1.884 grados cuadrados, más que ninguna otra), fue dividida en varias constelaciones menores por Nicolas-Louis de Lacaille en el siglo XVIII: estas son Carina o la Quilla, Puppis o la Popa y Vela o las Velas. Esta última ocupa el lugar que correspondería a Malus o el Mástil de la nave.

## Estrellas importantes de Argo Navis

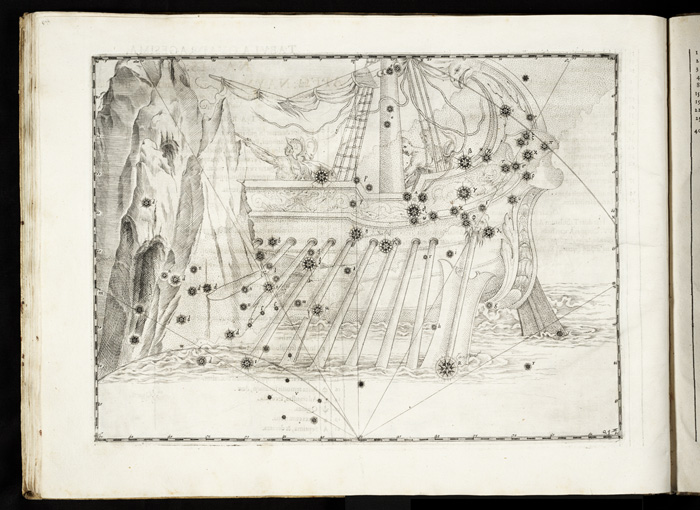
Argo Navis de Johann Bayer.

Argo Navis fue dividida por Lacaille muchos años después de que Johann Bayer le aplicara su sistema de nombrar las estrellas, en nuestros días continúa usándose su secuencia, aun cuando ya no se reconoce como una constelación. Es decir, Vela, Puppis y Carina, las constelaciones derivadas de este extenso asterismo, comparten una misma denominación de Bayer. Es por ello que tanto Vela como Puppis carecen de estrellas alfa y beta porque Alfa (α) y Beta (β) Argus Navis corresponden hoy a Alfa y Beta Carinae. Carina, por su parte, carece de estrella gamma porque Gamma (γ) Argus Navis hoy corresponde a Gamma Velorum (perteneciente a Vela). Y así sucesivamente. La leyenda cuenta que la Proa del navío causó la muerte de su antiguo capitán, Jasón, al pudrirse y caerle encima cuando el barco era venerado en Corinto, ciudad de la que Jasón era el rey. Por eso en la constelación solo se representó la popa, la vela, y la quilla, pero la proa no.
Pyxis, a diferencia de las otras tres, tiene estrellas con designación alfa, beta, gamma y demás, aun cuando sus estrellas pertenecieron antiguamente a la misma constelación de Argo Navis. Esto se debe a que, en tiempos de Bayer, las estrellas que ahora delinean a Pyxis —todas de poca brillantez— no se contaban entre las que trazaban la figura del navío. Cuando Lacaille la crea en 1756 es, entonces, que sus estrellas reciben la designación correspondiente.

## Mitología
Sobre el catasterismo de la Argo, Eratóstenes dice fue colocada entre las estrellas por mediación de Atenea. Esta fue la primera nave que se construyó y fue elaborada por carpinteros desde su principio; dotada de voz, fue la primera en atravesar el mar, que antes era impracticable, a fin de que los hombres del futuro encontraran la seguridad en su ejemplo. No fue elevada hasta los astros toda su figura; está el timón hasta llegar al mástil junto con las palas, de modo que, al verla, quienes se dedican a la navegación cobren ánimo para su trabajo, y su gloria se mantenga imperecedera, pues se encuentra entre los dioses.
Según la versión romana algunos han dicho que este barco fue llamado Argo en griego debido a su velocidad, otros porque Argos fue su inventor. Muchos han dicho que fue el primer barco en el mar, y por eso se la representaba en las estrellas. Píndaro dice que fue construido en la ciudad magnesia llamada Demetríade. Calímaco que ese distrito está cerca del templo de Apolo Acteo («costero») de donde se dice los argonautas partieron. El lugar se llamaba Pagasas porque allí se armó (pagasai) por primera vez la Argo. Homero dice que este mismo lugar estaba en el distrito de Tesalia. Esquilo y otros dicen que en el mismo lugar Minerva le añadió una viga parlante. La Nave Argo está dividida de popa a mástil, significando que los hombres no deben desesperarse cuando sus barcos naufragan.